# Les Amants de Venise
Pour les articles homonymes, voir Les Amants.

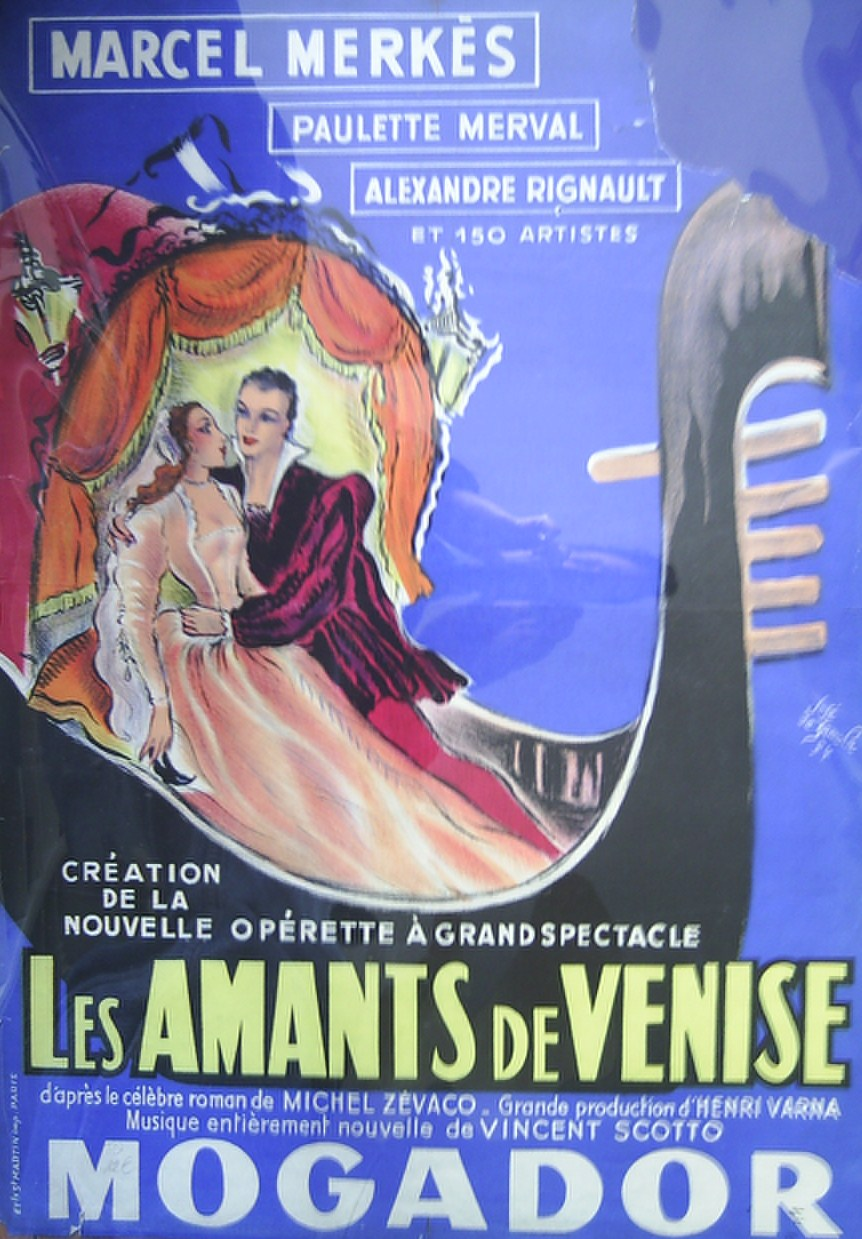
Affiche des Amants de Venise (1953)

Les Amants de Venise est une opérette en deux actes et 17 tableaux de Vincent Scotto, livret de Henri Varna, Marc-Cab et René Richard, d'après les romans de Michel Zévaco Le Pont des Soupirs et Les Amants de Venise, créée en 1953 au théâtre Mogador.

## Histoire de la création
Après une série de représentations de La Veuve joyeuse, une reprise de Violettes impériales et le demi-succès de La Belle de mon cœur, Henri Varna, directeur du théâtre Mogador, recherche à renouveler sa collaboration avec Vincent Scotto. Ce dernier lui compose Les Amants de Venise avant de mourir le 15 novembre 1952.
Les Amants de Venise est le grand succès du théâtre Mogador dans les années 1950. Il se joue plusieurs saisons à guichet fermé. Opérette à grand spectacle, Les Amants de Venise regorge de nombreux ballets, de nombreuses parties de chœur et bénéficie d'une mise en scène soignée. La musique de Scotto avec ses mélodies simples charme tout de suite. De plus, c'est la première création à Paris du couple Merkes-Merval qui propulse la pièce comme le spectacle incontournable du Paris de l'année 1954.
Les Amants de Venise sont repris en 1966 dans une version un peu modifiée (un air est ajouté Viens rêver avec Venise et un autre disparait La Bella Canzonetta), toujours avec Marcel Merkes et Paulette Merval.
En province, l'opérette se maintient au répertoire des théâtres jusque dans les années 1980. La dernière représentation a lieu au festival de Rocheford en 1992 dans une mise en scène de Richard Finell avec Éric Faury et Michèle Loïa.

## Argument
Venise, 1500, le capitaine Roland Candiano, fils du Doge régnant, revient en triomphateur d’une expédition contre les Turcs, à la grande joie de tout le peuple. Roland va de plus épouser Léonore Dandolo, fille d’un simple bourgeois. Mais, cette idylle provoque la colère du conseil des dix, toujours soucieux de maintenir la distance entre le peuple et le patriciat. Altiéri, un de ses principaux membres est de plus amoureux de la belle Léonore.
Le soir de ses fiançailles avec Léonore, Roland est accusé d’un crime et est jeté en prison. Léonore se réfugie dans un couvent. Mais, Roland arrive à s’évader, à reconquérir Léonore et Venise à la pointe de son épée.

## Fiche technique
Théâtre Mogador, 5 décembre 1953
- Marcel Merkès : Roland
- Paulette Merval : Léonore
- Lola Maddalena : Imperia
- Jacqueline Mille : Paola
- Dina Greyta : Pomodora
- Alexandre Rignault : Scalabrino
- Jacques Harden : Altieri
- Raymond Danjou : Bulcalapi
- Jacky Piervil : Pierino

Mise en scène : Henri Varna
Direction musicale : Jacques Météhen
Théâtre Mogador, 26 novembre 1966
- Marcel Merkès : Roland
- Paulette Merval : Léonore
- Catherine Brea : Imperia
- Huguette Duval : Paola
- Rosine Brédy : Pomodora
- Jean-Claude Barbier : Scalabrino
- Pierre Plessis : Altieri
- Perchik : Bulcalapi
- Michel Dunand : Pierino
- Henri Varna : le cardinal
- Jean-Jacques Steen : le chef de la police

Mise en scène : Henri Varna
Direction musicale : Jacques Pastory

### Discographie
- Les Amants de Venise, Marcel Merkès, Paulette Merval, Eddy Rasimi, Rolande Riffaud, Robert Destain, direction musicale : Jacques Météhen - Odéon (OS 1067)